# Плимут (Илиноис)
Плимут (енгл. Plymouth) град је у америчкој савезној држави Илиноис.

## Демографија
По попису из 2010. године број становника је 505, што је 57 (-10,1%) становника мање него 2000. године.
| Група             | 2000.       | 2010.       |
| Белци             | 534 (95,0%) | 504 (99,8%) |
| Афроамериканци    | 1 (0,2%)    | 0 (0,0%)    |
| Азијати           | 7 (1,2%)    | 0 (0,0%)    |
| Хиспаноамериканци | 5 (0,9%)    | 1 (0,2%)    |
| Укупно            | 562         | 505         |